# Tordaméc
Tordaméc (1899-ben Tvrdomeszticz, szlovákul Tvrdomestice) község Szlovákiában, a Nyitrai kerület Nagytapolcsányi járásában.

## Fekvése
Nagytapolcsánytól 9 km-re északra található.

## Története
A települést 1280-ban "Turdemech" alakban említik először. 1330-ban "Turdemyz", 1393-ban "Tordamez", 1441-ben "Thordamyz", 1520-ban "Thwerdomesth" alakban szerepel a korabeli forrásokban. Nemesi község volt. A 16. században a Solymosi, a 18. században a Neffeczer, a 19. században az Illésházy, Sándor és Sipeky családok birtoka. 1715-ben szőlőskertje és 17 háztartása volt. 1787-ben 88 házában 599 lakos élt. 1828-ban 56 házát 386-an lakták. Lakói mezőgazdasággal és gyümölcstermesztéssel foglalkoztak. 1871-ben 15 fazekas működött a településen.
Vályi András szerint " TORDOMESZTICZ. Tót falu Nyitra Várm. földes Urai több Urak, lakosai katolikusok, fekszik N. Tapolcsányhoz 3/4 mértföldnyire; határjában szőleje, malma van, piatza közel; tserép edényeket is készítenek; legelője szoros, földgye középszerű."
Fényes Elek szerint " Tverdomeszticz, tót falu, Nyitra vmegyében, közel a trencséni szélekhez. Számlál 368 kath., 1 evang., 8 zsidó lak. F. u. gróf Erdődy Józsefnő."
Nyitra vármegye monográgiája szerint "Tvrdomeszticz, tót falu, 327 r. kath. lakossal, Nagy-Jácztól északra, mintegy 6 kilométerre. Postája Prasicz, táviró- és vasuti állomása N.-Tapolcsány. Földesura a Sándor-család volt. Jelenleg Marsovszky Sipeky-Gabriellának van itt nagyobb birtoka. E község már 1280-ban szerepelt. 1330-ban „Turdemiz”, 1474-ben a magyaros „Tordaméz” (Thordamez) és 1609-ben „Turdovecs” (Twrdovech) néven találjuk feljegyezve. Ma is hol Tverdomeszticz, hol pedig Tordomeszticz néven említik és irják."
A trianoni békeszerződésig Nyitra vármegye Nagytapolcsányi járásához tartozott. A háború után lakói a közeli nagybirtokokon dolgoztak. 1946-ban szeszfőzdét alapítottak a községben.

## Népessége
| Év:            | 1994. | 2004.   | 2014.   | 2024.   |
| -------------- | ----- | ------- | ------- | ------- |
| Emberek száma: | 479   | 491     | 459     | 455     |
| Eltérés:       |       | +2,50 % | -6,51 % | -0,87 % |

| Év:            | 2023. | 2024.   |
| -------------- | ----- | ------- |
| Emberek száma: | 461   | 455     |
| Eltérés:       |       | -1,30 % |

1910-ben 437, túlnyomórészt szlovák lakosa volt.
2001-ben 507 lakosából 482 szlovák volt.
2011-ben 471 lakosából 460 szlovák.

## Nevezetességei
Fa haranglába a 19. században épült, harangját 1740-ben öntötték Pozsonyban.

## Külső hivatkozások
- E-obce.sk Archiválva 2008. december 16-i dátummal a Wayback Machine-ben
- Községinfó[halott link]
- Tordaméc Szlovákia térképén